# Serge Gainsbourg
Serge Gainsbourg (tên thật là Lucien Ginsburg, sinh ngày 2 tháng 4 năm 1928, mất ngày 2 tháng 3 năm 1991) là nhạc sĩ, ca sĩ, nghệ sĩ dương cầm, đạo diễn, nhà biên kịch và diễn viên người Pháp. Ông được coi là một trong những nhạc sĩ cận đại tiêu biểu nhất của nước Pháp. Ngoài ra, ông còn tham gia vào các hoạt động văn chương và điện ảnh, cũng như biên kịch và sáng tác hơn 40 giai điệu cho phim nhựa.
Gainsbourg bắt đầu sự nghiệp vô cùng khó khăn do ngoại hình không được bắt mắt của mình. Trong suốt cuộc đời, ông luôn ám ảnh bởi suy nghĩ bị xa lánh bởi vẻ ngoài của mình. Từ đó ông sáng tác nhiều bài thơ bất mãn với cuộc đời và xã hội, tuy nhiên lại nhận được sự ủng hộ từ công chúng. Ngôn từ và giai điệu của ông thường đa nghĩa, có thể phản chiến ("Nazi Rock", "Aux armes et cætera", "Lemon Incest") hay nhục dục ("Les Sucettes", "Je t'aime... moi non plus", "Love on the Beat"), thậm chí cả nhiều điển tích văn học ("Je suis venu te dire que je m'en vais") khiến ông nhận được nhiều đánh giá vô cùng trái chiều. Bản thân Gainsbourg luôn quan niệm bản thân ca từ trong âm nhạc, khác với hội họa, đã là "một loại hình nghệ thuật riêng biệt".
Gainsbourg còn nổi tiếng là người tình của 2 minh tinh Brigitte Bardot và Jane Birkin, và là cha của nữ diễn viên Charlotte Gainsbourg. Sau đó, ông còn có một người con trai với nữ ca sĩ Bambou (Caroline von Paulus) là nhạc sĩ Lucien "Lulu" Gainsbourg.
Ảnh hưởng của Gainsbourg tới phong cách âm nhạc và văn hóa trên đất nước Pháp là vô cùng rộng lớn, từ những ban nhạc như Taxi Girl, Renaud hay Étienne Daho, cho tới những nghệ sĩ không nói tiếng Pháp như Beck, Mike Patton, nhóm Portishead và nhạc sĩ David Holmes.
Không chỉ là nghệ sĩ tên tuổi trong cộng đồng Pháp ngữ, Gainsbourg còn là nhạc sĩ Pháp hiếm hoi thành công tại Mỹ, với album Bonnie and Clyde từng giành vị trí số 12 tại Billboard 200 năm 1968, và Jane Birkin/Serge Gainsbourg ở vị trí 196 vào năm 1970. Ca khúc nổi tiếng "Je t'aime... moi non plus" đạt vị trí 58 tại Billboard Hot 100 dù bị hạn chế phát sóng, và đặc biệt vị trí quán quân tại UK Singles Chart.

## Danh sách đĩa nhạc
- Du chant à la une ! (1958)
- Serge Gainsbourg N°2 (1959)
- L'Étonnant Serge Gainsbourg (1961)
- Serge Gainsbourg N°4 (1962)
- Gainsbourg Confidentiel (1963)
- Gainsbourg Percussions (1964)
- Bonnie and Clyde (1968)
- Initials B.B. (1968)
- Jane Birkin - Serge Gainsbourg (1969)
- Histoire de Melody Nelson (1970)
- Vu de l'extérieur (1973)
- Rock Around the Bunker (1975)
- L'Homme à tête de chou (1976)
- Aux armes et cætera (1979)
- Mauvaises Nouvelles des étoiles (1981)
- Love on the Beat (1984)
- You're Under Arrest (1987)

### Tiểu sử